# Tatiana Rodríguez
Tatiana Rodríguez Romero (Ciudad del Carmen estado de Campeche, 8 de novembro de 1980) é  uma atriz, apresentadora e ex-miss mexicana.

## Biografia
Tatiana é campechana, ela estudou atuação o CEA Centro de Educação Artística da Televisa como a maioria dos atores mexicanos. Seu maior interesse era se tornar atriz, inclusive com visibilidade internacional.
Ela é apaixonada por esporte e atividades físicas. Inclusive já representou seu estado Campeche em competições nacionais de natação no México. Em quanto o futebol de sua equipe favorita é o Club de Fútbol América. Em 2001 ela venceu o concurso Nuestra Belleza México, sendo representante do México no concurso Miss Mundo em Sun City na África do Sul em 16 novembro 2001.
Já em 2003 entrou na casa do Big Brother 2 mexicano, sendo a sexta eliminada do jogo. Quando saiu se sentiu muito rara na época em que lhe pediram o primeiro autógrafo. Ao sair do Big Brother ela foi convidada para estrear como atriz na telenovela Amarte es mi pecado, do produtor Ernesto Alonso famoso por encontrar talentos para telenovelas mexicana, ela  interpretou o papel de 'Yessica del Valle'.
No ano de 2006 Tatiana participou em um dos capítulos da popular série Mujer, casos de la vida real, contracenando com Gustavo Rojo e Ana Patricia Rojo, paralelamente ela se dedica mais a sua nova faceta como apresentadora de um programa de entrevistas para rede de televisão paga Sky View.

## Telenovelas
- La fea más bella (2006) .... Tatiana Ortiz
- Amarte es mi pecado (2004)  .... Jessica Del Valle

## Programas e séries
- Mujer, casos de la vida real (2006) .... Leticia
- Big Brother México .... (2003)